# Wilhelm Hawlik
Wilhelm Hawlik (19 luglio 1909 – ...) è stato un pallanuotista austriaco.
È stato un giocatore di pallanuoto austriaco che ha partecipato alle Olimpiadi estive del 1936.